# Cartisme
El cartisme (Chartism en anglès), fou un moviment per a la reforma política i social en el Regne Unit promogut per les classes populars entre el 1837 i el 1848. Expressava l'agitació de la classe treballadora, a causa dels canvis derivats de la Revolució Industrial, la conjuntura econòmica i les lleis promulgades pel Parlament britànic. Igual que el luddisme, el cartisme va ser un moviment propi de la primera etapa del moviment obrer, però, a diferència d'aquell, va tenir una índole essencialment política.
El seu nom prové del People's Charter de 1838, on es van postular els objectius principals del moviment:
- Sufragi universal masculí (als homes majors de 21 anys i sense antecedents penals).
- Vot secret.
- Sou anual per als diputats del Parlament.
- Establiment de circumscripcions iguals, que asseguressin la mateixa representació al mateix nombre de votants.
- Abolició de la qualificació de propietat per a convertir-se en diputat al Parlament.
- Eleccions anuals al parlament que, encara que pogués generar inestabilitat, evitaria el suborn.[1]

El govern britànic i la burgesia es van oposar des d'un primer moment al moviment, que finalment va ser suprimit.

## Context històric
El cartisme va sorgir en un context històric marcat per les Revolucions Industrials i no es pot entendre sense tenir en compte els problemes econòmics i socials de la Gran Bretanya en els anys 1830 i 1840.
Es coneix amb el nom de Revolució Industrial al conjunt de transformacions econòmiques, tecnològiques, socials i culturals que es van iniciar a Anglaterra a mitjan segle XVIII i que van implicar el pas d'una forma de producció individual o en petits grups predominantment rural a una producció fabril i mecanitzada.
En la primera etapa de la revolució (1760-1870), destaquen l'agricultura com a sector productiu més important i l'ús de carbó. A la segona (1870-1914), s'imposa la indústria química amb l'ús de petroli i electricitat. Les condicions laborals van experimentar un canvi significatiu, passant a ser precàries a les fàbriques. Aquest canvi coincideix amb la implementació de pràctiques com el Taylorisme i el Fordisme, que tenen com a objectiu augmentar l'eficiència en la producció industrial mitjançant l'especialització i la cadena de muntatge.
Durant la mateixa època, es va viure l'Època Victoriana (1837-1901), que es caracteritza per una combinació de desenvolupament econòmic i expansió imperial, així com per canvis socials, polítics i culturals. La classe mitjana va emergir com una força dominant, i es va donar una època de grans contrastos socials.
En el context polític, es va aprovar la Reform Act (1832) una llei que va servir per abordar desigualtats i problemes en el sistema electoral. Va desqualificar burgesies sense població, crear noves circumscripcions i ampliar el dret de vot. Aquesta llei va ser crucial en la transformació del sistema electoral britànic, marcant el camí cap a una representació més equitativa i l'expansió del dret de vot. Tot i així, molts treballadors es van veure exclosos d'aquesta ampliació de drets, donant lloc al sorgiment de moviments obrers com el luddisme i les Trade Unions (sindicats). Aquests moviments van lluitar per millorar les condicions laborals i aconseguir drets més justos per als treballadors enmig dels canvis disruptius de la Revolució Industrial.
En aquest context, va sorgir el cartisme com un moviment polític dins de la classe treballadora, que buscava una major representació política i igualtat de drets per a aquest sector de la societat.

## Desenvolupament del Cartisme
El Cartisme va emergir com una resposta al descontentament laboral i polític després de la promulgació de la Llei de Reforma Electoral de 1832 (Reform Bill), juntament amb les campanyes per a la reforma de les fàbriques, en oposició a la Poor Law (Llei dels Pobres) i la política estrangera dels Whigs i els sindicats.
Els principis i objectius centrals del Cartisme es van enfocar en la demanda de sufragi universal i votació secreta, buscant aconseguir reformes polítiques fonamentals. Aquest moviment va iniciar la seva consolidació a partir del 1837, amb la fundació del Northern Star, formant un moviment nacional sense una estructura centralitzada ni un nom específic.

### Primera onada
La primera onada cartista va tenir lloc entre les dècades de 1830 i 1840. Amb la publicació de la Carta del Poble (People's Charter) va ser redactada per la London Working Men's Association, amb William Lovett com a secretari. La denominació que adoptaria, Cartisme o Chartisme, es va originar a partir de la Carta del Poble o The People’s Charter, un document que es va enviar al Parlament Britànic el 1838. A aquest document s'inclouen sis exigències bàsiques que el moviment reclamava: sufragi universal per als homes majors de 21 anys que estiguessin en el seu ple judici i no tinguessin antecedents penals, vot secret, sou anual per als diputats que fessin possible als treballadors exercir la política, reunió anual del Parlament per evitar el suborn, participació obrera en el Parlament, abolició del requisit de propietat per assistir al Parlament i establiment d'iguals circumscripcions que garanteixin la representació equitativa al mateix nombre de votants.
El Cartisme va obtenir ampli suport a nivell nacional i es va mobilitzar eficaçment a regions diverses del Regne Unit. Amb una vinculació estreta als greuges dels treballadors industrials, va representar una expressió primerenca de consciència de classe. La tàctica clau va ser la presentació massiva de peticions al Parlament, destacant la petició de 1842 amb un rotlle de paper de sis milles. Malgrat el rebuig parlamentari, el moviment va aconseguir petits èxits legislatius i millores en les condicions derivades de la Llei de Pobres, generant alhora capital social per a altres àmbits.

### Segona onada
La segona onada va sorgir com a resposta a la crisi econòmica i la retallada salarial, causades per les lleis proteccionistes britàniques. Va coincidir amb una gran mobilització entre els miners de Gal·les i la Lliga de Manchester, una associació que es va oposar al proteccionisme i va defensar el lliure comerç.
L'aliança entre el cartisme i la Lliga de Manchester va convertir el moviment en interclassista. L’any 1842, als sis punts originals es van afegir demandes socials com la derogació dels aranzels de gra i una llei de mines. Es convoca una nova Convenció Cartista a Londres i e es presenta la Segona Carta. Malgrat presentar la petició amb més de tres milions de signatures, la Cambra dels Comuns la va rebutjar. Aquest rebuig va desencadenar una vaga general a Lancashire, Staffordshire i altres zones del nord d'Anglaterra i Escòcia, especialment organitzada pel sector tèxtil. La repressió va resultar en l'arrest de molts líders cartistes.
Dins el moviment cartista van sorgir dues tendències: una moderada, encapçalada per Lovett i Owen, que advocava per cooperatives de producció i entendre's amb les classes mitjanes, i una radical, liderada per O'Brien i O'Connor, que promovia accions més violentes i vagues generals agressives. Malgrat no aconseguir els objectius immediats, la Segona Carta va contribuir a limitar les Lleis de Pobres de 1834.
El moviment cartista es va reorganitzar amb la creació de la National Charter Association (NCA) i altres iniciatives. Tot i una millora econòmica temporal, amb increments salarials lleus, el moviment es va desvanir fins a la "tercera onada".

### Tercera onada
La tercera onada cartista, iniciada a mitjans del segle XIX, va experimentar diversos esdeveniments significatius. El 22 de març de 1848, es va fundar la People's Charter Union en oposició a l'Associació Nacional de la Carta. El 10 d'abril, presenten una tercera petició al Parlament, amb més de 5,5 milions de signatures, tot i que el Parlament en compta 1.975.496. Aquest episodi va desembocar en disturbis i alçaments a Londres i altres regions, amb detencions i desterraments.
A pesar de l'èxit aconseguit amb la reducció de la jornada laboral a 10 hores a les indústries fabrils, el rebuig de la Carta del 1848 i el fracàs de la revolta d'abril van marcar el declivi del moviment.

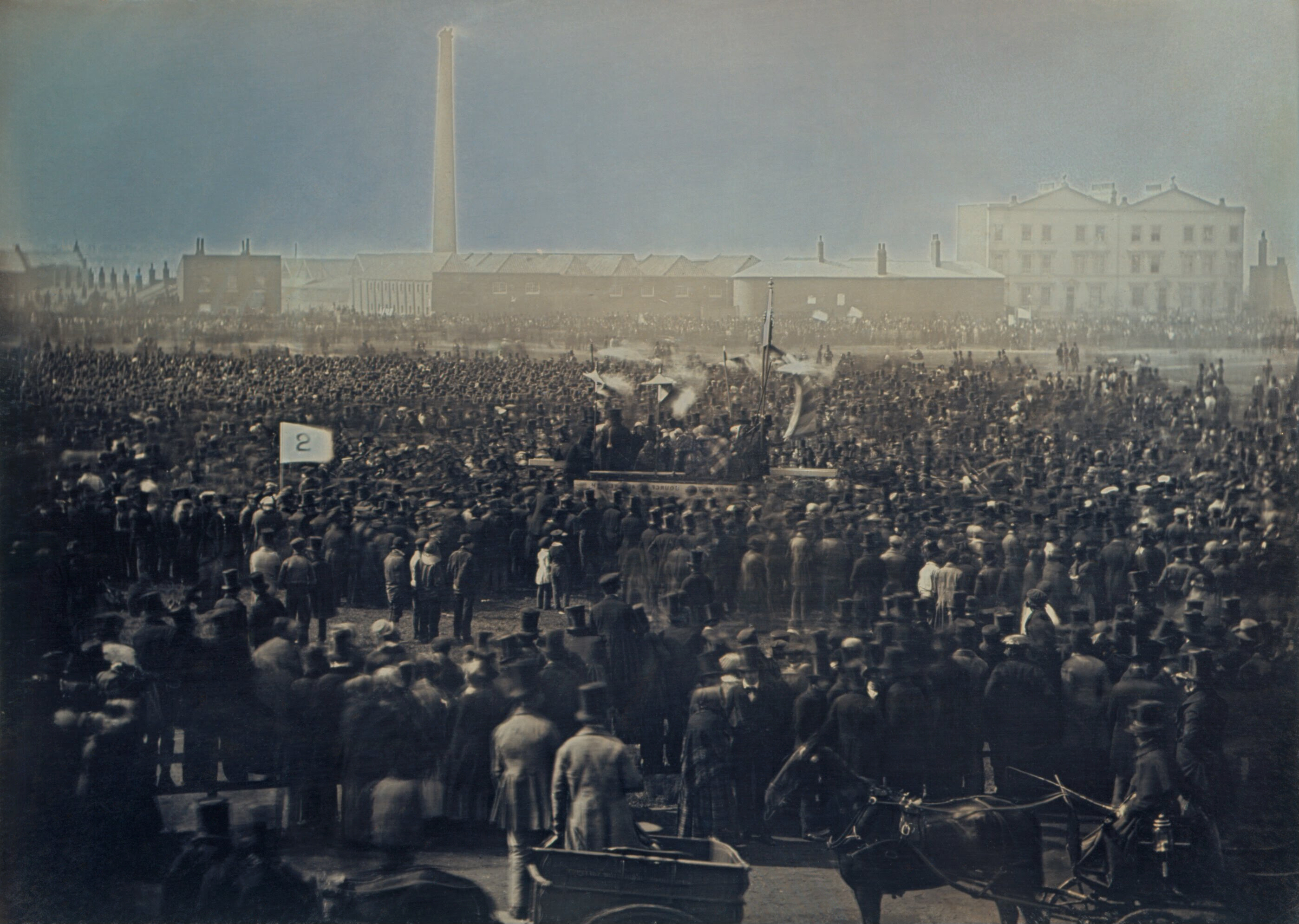
Vaga cartista a Kennington (1848)

Tot i que el cartisme com a moviment no va aconseguir les seves peticions, tampoc va ser un fracàs. Va ser una experiència crucial per a la classe treballadora, que a partir d'aquest moment començaria a exigir millors condicions, conscient del destacat paper que ocupaven dins de la societat, i que començaria a recolzar-se en les classes mitjanes, ja que després d'aquesta experiència es van adonar que no podrien aconseguir les reformes polítiques necessàries per democratitzar el sistema anglès sense el seu suport. Amb el temps, cinc de les reivindicacions van ser incorporades a la vida política britànica, excepte les eleccions anuals al parlament que van continuar fins al 1848.

## Conseqüències, impacte i influència del Cartisme
El cartisme va tenir una influència significativa en diversos àmbits i corrents socials. Els cartistes, incloent-hi figures com Henry Vincent, Robert Dransfield, P. W. Perfect, W. H. Chadwick, i Robert Lowery, van influir en la creació de la Gladstonian Liberal Party, destacant-se en temes com la llibertat de parla, la democràcia, la pau, l'educació i altres qüestions socials. A més, aquest moviment va continuar essent una força social amb una agenda pròpia després de la seva fase inicial, mantenint-se actiu en temes com la prohibició i la reforma moral, amb influència en la teoria socialista i altres moviments.
El Cartisme va tenir un impacte durador en la història britànica, fomentant la consciència obrera i contribuint a debats polítics i socials. Tot i no assolir els seus objectius immediats, va influir en reformes polítiques futures i va deixar un llegat en la cultura política. Va ser un punt d'inflexió que va transcendir les seves derrotes immediates. A part, ha deixat una empremta significativa en la història britànica, amb la seva importància destacada en la historiografia. La seva influència es manifesta en la reflexió de les aspiracions de reforma social i en les diverses interpretacions que han modelat la comprensió d'aquest moviment obrer.